# Antanartia dimorphica
Antanartia dimorphica  (лат.) — вид дневных бабочек рода Antanartia подсемейства Nymphalinae семейства Nymphalidae.
Данный вид бабочек обитает в Южной Африке, а также на Мадагаскаре.
Размах крыльев самцов до  45—46 мм, самок 42—48 мм. Время лёта с апреля по май.
Гусеницы питаются Laportia peduncularis, Drogueria и Carduus

## Подвиды
Выделяют четыре подвида:
- Antanartia dimorphica aethiopica Howarth, 1966 (Эфиопия).
- Antanartia dimorphica comoroica Howarth, 1966 (Камерун).
- Antanartia dimorphica dimorphica Howarth, 1966 (Судан, Эфиопия, ДР Конго, Уганда, Бурунди, Кения, Танзания, Замбия).
- Antanartia dimorphica mortoni Howarth, 1966 (Нигерия, Камерун).